# كائن تعليمي
فكرة وحدات التعلم الرقمية :
	تُعد وحدات التعلم الرقمية Digital Learning Objects بمثابة فكر جديد في مجال تكنولوجيا التعليم والتعلم، حيث تقوم على الإبداع في إنتاج وحدات Objects جديدة يمكن استخدام كلاً منها في العديد من المواقف التعليمية وذلك باستخدام التطبيقات الجديدة في مجال تكنولوجيا المعلومات والاتصالات والتي من بينها برمجيات الفلاش Flash ومعالجة الصور Photoshop، والبرمجيات ثلاثية الأبعاد Autodesk 3ds Max، وثري دي استوديو 3D Studio، وبرمجيات الرسوم  Paint shop  وغيرها.
كما تقوم وحدات التعلم الرقمية على فكرة إعادة الاستخدام Re Use لوحدات تعلم تم إنتاجها من قبل وذلك باستخدامها في مواقف تعليمية جديدة.وهي بذلك تساير الاتجاهات العالمية التي تنادي بترشيد الاستهلاك، وذلك بإعادة الاستخدام أو ما يطلق عليه تدوير الاستخدام.
كما تقوم أيضا فكرة وحدات التعلم ليس فقط استخدام وحدات تم إنتاجها لغرض مواقف تعليمية، ولكنها تقوم أيضا على استخدام كل وحدات تم إنتاجها من قبل، حتى ولو لم يتم إنتاجها لغرض تعليمي، مثل الصور والرسوم المتحركة ولقطات الفيديو التي يقوم بالتقاطها الهواة أو التي يقوم بإنتاجها باحثين لأغراض علمية لدراسة طبقات سطح الأرض والفضاء الخارجي والذرة والأجزاء الداخلية لجسم الإنسان وغيرها. فيمكن إعادة استخدام كل منها في مواقف تعليمية على الرغم من أن إنتاجها لم يكن لغرض تعليمي في الأساس. 
والبعض يشبه وحدات الرقمية بقطع المكعبات الصغيرة التي تستخدم كلعب للأطفال، والتي يقوم الأطفال بإعادة بنائها مرات عديدة لتنفيذ أفكار في أذهانهم عن تجسيدا للظواهر والأماكن التي يشاهدونها في حياتهم اليومية، حيث تتشابه فكرة وحدات التعلم الرقمية مع مكعبات الأطفال في أن كل منهما يمكن إعادة بنائه واستخدامه مرات عديدة، ومن ثم يمكن للمعلمين والمحاضرين والمدربين أعادة استخدام هذه الواحدات مرات عديدة في مواقف تعلمية مختلفة لفئات ومواد وموضوعات متعددة.
والكتابات التي تدور حول فكرة وحدات التعلم تُعد بمثابة توجيه لنظر البشرية إلى الكنوز المدفونة والمتناثرة بين الأفراد والمؤسسات وعلى كافة الأصعدة حيث وجود مخزون كبير من الوحدات القائمة بذاتها سواء المنتجة منها لغرض تعليمي أو المنتجة   في غير موقف تعليمي، والتي بحاجة إلى جمعها وتنظيمها وتطويرها وإعادة استخدامها في تحقيق العديد من الأهداف التعليمية.